# Tak jak w kinie
Tak jak w kinie (hiszp. Como en el cine, 2001–2002) – meksykańska, obyczajowo-komediowa telenowela wyświetlana w latach 2001–2002 przez TV Azteca. Liczba odcinków: 245

## Fabuła
Opowiada o losach i perypetiach młodej dziewczyny Isabel (Lorena Rojas) i przystojnego mężczyzny Javiera (Mauricio Ochman). Ich drogi krzyżują się i od tego momentu zakochują się w sobie. Jednak życie wciąż stawia przed nimi różne przeszkody, aby rozdzielić zakochanych.
Po śmierci rodziców Isabel przejmuje odpowiedzialność za wychowanie młodszej siostry Rocio. Umieszcza ją w znakomitej, ale drogiej szkole z internatem prowadzonej przez zakonnice. Aby móc opłacić czesne, podejmuje pracę w barze - jest tam tańczącą barmanką. Siostrze jednak wmawia, że jest wziętym psychologiem z własnym gabinetem.I właśnie grając rolę psychologa poznaje Javiera. Chłopak prosi ją, by pomogła mu uporać się ze śmiercią brata bliźniaka i z szantażującą go matką. Javier i Isabel zakochują się w sobie. Isabel boi się jednak przyznać, iż naprawdę tańczy na barze - myśli, że Javier ją opuści. Gdy w końcu zbierze się, by powiedzieć mu prawdę, "życzliwi" zrobią to przed nią. Miłość Javiera wytrzyma tę próbę. Opuści Isabel, dopiero gdy odkryje, że dziewczyna ma nieślubne dziecko. Tymczasem matką dziecka jest Rocio...
Isabel nie przyjdzie łatwo udowodnić Javierowi, że dziecko należy do Rocio. Nie będzie też łatwo przekonać świat, iż nie ma nic złego w byciu tańczącą barmanką.

## Obsada
- Lorena Rojas - Isabel Montero

Jest tancerką w Barze Vas, o wątpliwej reputacji. Jedni znają ją jako gwiazdę tegoż lokalu, a inni jako panią psycholog, za którą się podaje. Jest szczerze zakochana w Jawierze. Jednak nie ma odwagi wyznać mu prawdy o swojej pracy. Po śmierci swoich rodziców zajmuje się młodszą siostrą Rocio. Chce by siostra otrzymała dobre wykształcenie i żeby nigdy nie dowiedziała się o sekrecie Isabel. Po tym jak Jawier poznaje prawdę nie chce on znać ukochanej. Tancerka chce jednak udowodnić jemu i jego rodzinie, że nie robi nic złego: tańczy i podaje drinki i nic poza tym. 
- Mauricio Ochmann - Javier Borcha / Joaquin 'Joaqo' Borja
- Liz Gallardo - Rocio Montero
- Pablo Azar - Arturo Delariva
- Olivia Collins - Zuzu Ramirez. Właścicielka baru Vas, biologiczna matka Arturo.
- Juan A. Baptista - Charlie. Kuzyn Zuzu.
- Betty Monroe - Rubi. Tancerka w barze Zuzu, przyjaciółka Isabel, córka Fidel, miłość Billy'ego.
- Alberto Mayagoitia - Billy Billetes Casa. Miłość Rubi.
- Angela Fuste - Barbara Escalante. Początkowo czarny charakter jednak z czasem się zmienia. Kocha Javiera jednak z czasem zakochuje się w Luisie.
- Ursula Prats - Nieves Borcha. Matka Javiera i Joaquina zabitego przez Saula.
- Alejandra Lazcano -  Sofía Borcha
- Geraldine Bazan - Regina Linares. Piętnastoletnia dziewczyna pełna szalonych pomysłów i różnych fantazji. Uczy się w internacie wraz ze swymi przyjaciółkami: Rocio, Sofią, Renatą i Glorią. Jej największym wrogiem jest Lola -największa plotkara i donosicielka w szkole. Regina marzy o karierze piosenkarki. Chce być sławna i uwielbiana przez innych.
- Dafne Padilla - Renata
- Mariana Torres - Gloria
- Jorge Felix - Mauricio
- Ernesto East - Leonardo
- Carlos East - Leobardo
- Ninel Conde - Topacio
- Ana la Salvia - Zafiro. Tancerka w barze Vas. Zabita przez La Matadorę.
- Arturo Beristáin - Francisco Delariva
- América Gabriel - Gabriela Delariva

## Główne wątki
- Isabel i Jawier
- Losy dziewcząt z internatu
- Perypetie dziewczyn z baru

## Wątki poboczne
- Zuzu i jej syn Arturo
- Intrygi Topacio

## Piosenki i utwory wykorzystane w serialu
- piosenkę Falsas Esperanzas śpiewa Christina Aguilera
- piosenkę Love Colada śpiewa OV7
- piosenka That's the way me gusta śpiewa zespół Boom